# 2010年の台風
2010年の台風（2010ねんのたいふう、太平洋北西部で発生した熱帯低気圧）のデータ。
年間を通しての台風の発生数はわずか14個であったが、これは1951年の統計開始以降で最も少ない発生数である。平年の発生数（約26個）のおよそ半分であり、それまでの最少記録であった1998年を更に下回った（発生数が20個に満たなかったのは2010年と2023年と1998年と1969年のみである）。
日本に接近した台風の数だけでも7個であり、統計史上4番目の少なさであった。7個のうち2個（台風4号と9号）は上陸台風であったが、いずれの台風も九州西方沖から対馬海峡（釜山付近）を通って日本海側から上陸するという珍しい台風であった（9号は統計史上初めて北陸地方に上陸）。すなわち、一般的な台風のように太平洋側から上陸した台風は1個もなかったことになる。ちなみに、沖縄への接近数は6個（平年は約7個）と少なめ、伊豆・小笠原諸島への接近数も2個（平年は約5個）とかなり少なかった。
台風1号は3月24日に発生し、決して遅くはなく平年並みであったが、その後7月になるまでは台風が1個も発生しない状態が続き、8月から10月までは発生したものの、11月や12月には一切発生しなかった。
中央太平洋と東太平洋におけるハリケーンの発生数も記録的に少なく、太平洋全域で異常なほど静かなシーズンとなっていた。
この年は台風の経路が全体的に西に偏っており、東経150度より東側の領域を通過した台風はなかった。
さらに、発生場所が高緯度だった台風が多かったこともこの年の台風の特徴といえる。気象庁によれば、フィリピンの東海上における太平洋高気圧の勢力が強く、発達した積乱雲が出来にくい状態であったことが一因とされている。2010年は、春から夏にかけて、南米ペルー沖の海面水温が高いエルニーニョ現象から、低いラニーニャ現象に移行した年であった。この年と同様に台風の発生が少なかった1998年も移行年であり、移行年はフィリピンの東の海上が高気圧になるという分析もあるという。

## 台風の発生数
| 発生数が多い年 | 発生数が多い年                     | 発生数が多い年 | 発生数が少ない年 | 発生数が少ない年                                 | 発生数が少ない年 |
| 順位           | 年                                 | 発生数         | 順位             | 年                                               | 発生数           |
| -------------- | ---------------------------------- | -------------- | ---------------- | ------------------------------------------------ | ---------------- |
| 1              | 1967年                             | 39             | 1                | 2010年                                           | 14               |
| 2              | 1994年 1971年                      | 36             | 2                | 1998年                                           | 16               |
| 4              | 1966年                             | 35             | 3                | 2023年                                           | 17               |
| 5              | 1964年                             | 34             | 4                | 1969年                                           | 19               |
| 6              | 1989年 1974年 1965年               | 32             | 5                | 2011年 2003年 1977年 1975年 1973年 1954年 1951年 | 21               |
| 9              | 2013年 1992年 1988年 1972年 1958年 | 31             |                  |                                                  |                  |

## 台風の日本接近数
| 接近数が多い年 | 接近数が多い年                                   | 接近数が多い年 | 接近数が少ない年 | 接近数が少ない年                          | 接近数が少ない年 |
| 順位           | 年                                               | 接近数         | 順位             | 年                                        | 接近数           |
| -------------- | ------------------------------------------------ | -------------- | ---------------- | ----------------------------------------- | ---------------- |
| 1              | 2004年 1966年 1960年                             | 19             | 1                | 1973年                                    | 4                |
| 4              | 2012年                                           | 17             | 2                | 1995年                                    | 5                |
| 5              | 2018年 1955年                                    | 16             | 3                | 1977年                                    | 6                |
| 7              | 2019年 2000年 1997年 1994年 1965年 1961年 1958年 | 15             | 4                | 2020年 2010年 1983年 1979年               | 7                |
|                |                                                  |                | 8                | 2017年 2009年 1998年 1969年 1964年 1951年 | 8                |

## 月別の台風発生数
| 1月 | 2月 | 3月 | 4月 | 5月 | 6月 | 7月 | 8月 | 9月 | 10月 | 11月 | 12月 | 年間 |
| --- | --- | --- | --- | --- | --- | --- | --- | --- | ---- | ---- | ---- | ---- |
|     |     | 1   |     |     |     | 2   | 5   | 4   | 2    |      |      | 14   |

## 「台風」に分類されている熱帯低気圧

### 台風1号（オーマイス）
201001・02W・アガトン
3月22日21時に、カロリン諸島で熱帯低気圧が発生。北西に移動しながら少しずつ発達し、24日21時にフィリピンの東で台風となって、アジア名「オーマイス（Omais）」と命名された。また、フィリピン大気地球物理天文局（PAGASA）はこの台風について、フィリピン名「アガトン（Agaton）」と命名している。この年初の台風だが、ほぼ平年並みの時期に発生した。しかし台風はほとんど発達せず、最盛期でも中心気圧は998 hPaまでしか下がらなかったことに加え、寿命も短く、発生から2日後の26日に消滅した。

### 台風2号（コンソン）
201002・03W・バズヤン
7月12日にフィリピンの東海上で発生し、アジア名「コンソン（Conson）」と命名された。また、フィリピン大気地球物理天文局はこの台風について、フィリピン名「バズヤン（Basyang）」と命名した。13日にはフィリピンのルソン島中部に上陸し、死者や行方不明者を出した。その後は南シナ海を通過して中国の海南島に接近した後、ベトナム北部に上陸し、18日に熱帯低気圧に変わった。7月12日までの時点で台風が2個以下しか発生していない年は、1951年以降ではこの年を含め6つしかなく、中でも1975年と1998年は1個だけだった（最大は1971年の15個）。

### 台風3号（チャンスー）
201003・04W・カロイ

熱帯低気圧としてフィリピン北部を縦断した後、7月19日に南シナ海で台風となり、アジア名「チャンスー（Chanthu）」と命名された。また、フィリピン大気地球物理天文局はこの台風について、フィリピン名「カロイ（Caloy）」と命名した。台風は23日に中国広東省の雷州半島に上陸し、広西チワン族自治区で再び熱帯低気圧に変わった。なお、この台風は2人の死者を出した。

### 台風4号（ディアンムー）
201004・05W・エスター
8月8日に宮古島の南海上で発生し、アジア名「ディアンムー（Dianmu）」と命名された。また、フィリピン大気地球物理天文局（PAGASA）により、フィリピン名「エスター（Ester）」と命名された。台風は宮古島のすぐ東を通って久米島の西側へと進んだ。最大風速は強くなかったが強風域は大きく、9日の時点で沖縄本島も既に強風域に入っていた。10日にはやや勢力を強めて東シナ海を北上し、暴風域も伴って韓国済州島に接近。12日に全羅南道の高興半島南端に上陸し、韓国では大雨により5人が死亡した。その後は隠岐島沖を経て日本海を東に進み、12日17時頃に秋田県秋田市付近に上陸した。上陸直前の勢力は、中心気圧992hPa、中心付近の最大風速23m/s、最大瞬間風速35m/sであった。その後は東北地方を横切って太平洋へ抜け、温帯低気圧に変わった。
台風が8月に日本に上陸したのは2007年の台風5号以来3年ぶりであり、東北地方に直接上陸したのは6年ぶりであった。なお、秋田県に上陸した台風は再上陸を除けば少なくとも1951年以降では初めてで、2024年8月現在でも本台風が唯一である。
この台風の影響により日本列島の南から暖かく湿った空気が流れ込み、近畿地方から北日本にかけての広い範囲で、大気の状態が不安定となった。京都府や大阪府などでは1時間に100mmを超える猛烈な雨となり、レーダーなどの解析によると大阪府高槻市付近で1時間に120mm以上、京都府亀岡市付近でおよそ110mmの大雨が降ったとみられる。京都地方気象台によれば、京都市中京区で午前4時23分からの１時間に76.5mmの雨量を記録した。滋賀県でも各地で大雨となり、住宅の床下浸水や土砂崩れの被害が相次いだ。大津市では落雷の影響で、およそ1,340世帯が約2時停電した。彦根地方気象台によれば、大津市は５時から1時間の雨量が43mmを記録。同市における11日３時から12日正午までの総雨量（95.5mm）の半分近くを占めるなど、猛烈な雨が降った。また北海道でも、前線の活動が活発化したことにより、乙部町潮見で24時間の雨量が200mmを超え、8月としては観測史上最多となるなど、道内の各地で記録的な大雨となった。近畿地方整備局京都国道事務所などによると、京都市右京区西院久保田町の国道9号が、阪急京都本線のガード下で午前5時頃に冠水が起き、1台の乗用車が水につかり立ち往生した。

この台風により、各地で交通機関への影響が相次いだ。山陰本線太秦駅近くの踏切では午前4時20分頃に冠水し、上下線が運休するなどしたほか、東海道新幹線も新大阪発の上り列車が午前6時の始発から運転を一時見合わせるなど、ダイヤに乱れが生じた。JRの京葉線は、12日午前10時55分頃に風速が規制値を上回り、午後3時過ぎまで徐行運転を繰り返した。JR東日本千葉支社によれば、午後5時までに、上下線計52本が運休、71本に最大1時間の遅れが生じ、計66,000人に影響した。また、秋田新幹線は上下線で計3本が運休し、盛岡-秋田間で30分以上の遅れが出た。航空各社によると、旅客機の欠航はなかったものの、秋田発羽田行きの全日空876便で到着が35分ほど遅れるなど、秋田空港発着便を中心にダイヤが乱れた。一方で、成田国際空港では12日12時半頃、南京発の中国東方航空775便（エアバスA320・乗員9人・乗客138人）の左主翼エンジンに、こすったような跡が発見された。国土交通省成田空港事務所などによると、この飛行機は着陸時に強風でバランスを崩して、エンジンの底部が滑走路に接触した可能性があるという。成田空港のB滑走路はおよそ20分閉鎖され、6便の離着陸に最大で30分の遅れが生じた。

### 台風5号（ミンドゥル）
201005・06W

8月23日に南シナ海で発生し、アジア名「ミンドゥル（Mindulle）」と命名された。台風は西進して、24日にベトナム北部のビン付近に上陸。137人の漁民が行方不明となったほか、少なくとも10人が死亡した。台風はその後、25日に消滅した。

### 台風6号（ライオンロック）
201006・07W・フロリタ

8月28日に南シナ海の北部で発生し、アジア名「ライオンロック（Lionrock）」と命名された。フィリピン大気地球物理天文局はこの台風について、フィリピン名「フロリタ（Florita）」と命名している。台風はゆっくりと北上し、後から発生した台風8号と藤原効果となった。9月2日に中国広東省汕頭市の北に上陸。その後中国大陸にて消滅した。

### 台風7号（コンパス）
201007・08W・グレンダ
8月29日に日本のはるか南で発生し、アジア名「コンパス（Kompasu）」と命名された。フィリピン大気地球物理天文局はこの台風について、フィリピン名「グレンダ（Glenda）」と命名している。台風は勢力を強めながら北上して沖縄地方に接近。30日には暴風域を伴った。31日に沖縄本島を横断後、東シナ海を北上して9月2日に朝鮮半島の江華島付近に上陸。韓国の仁川市や金浦市などを通過した後、日本海を進んだ。

この台風により、少なくとも4人の死者が出た。韓国の首都ソウルでは、15年来で最大となる暴風を記録したことに加え、およそ100世帯で窓が壊れるなどの被害が報告されている。また、韓国中西部の忠清南道や光州市のある南西部の全羅南道などで13万世帯余りが停電となった。

### 台風8号（ナムセーウン）
201008・09W

8月30日に東シナ海で発生し、アジア名「ナムセーウン（Namtheun）」と命名された。しかしその後、先の台風6号に吸収されて消滅した。

### 台風9号（マーロウ）
201009・10W・ヘンリー
9月3日に沖縄の南海上で発生し、アジア名「マーロウ（Malou）」と命名された。フィリピン大気地球物理天文局はこの台風について、フィリピン名「ヘンリー（Henry）」と命名している。台風は同日に沖縄本島に接近、東シナ海、対馬海峡、山陰沿岸の日本海側を抜け、9月8日に福井県敦賀市に上陸した。上陸4時間弱後に熱帯低気圧に変わった。台風に伴う雨雲が神奈川県の丹沢山地付近で強い雨をもたらし、静岡県駿東郡小山町で大きな被害が発生した。なお、丹沢湖では8日午後4時までの5時間に、489.5mmの雨量を観測した。これは9月の平均降雨量の1.6倍とされる。なお、台風の最初の上陸地点が北陸となったのは統計開始以降初めてである。静岡県小山町と神奈川県山北町で特に被害が大きかったことから、激甚災害（局地激甚災害）に指定されることが決定した。

### 台風10号（ムーランティ）
201010・11W
9月9日に南シナ海北部で発生し、アジア名「ムーランティ（Meranti）」と命名された。台風は北上して、10日に中国福建省泉州市に上陸。台風の影響で、中国東部では3人が死亡した。

### 台風11号（ファナピ）
201011・12W・インダイ
9月15日に沖縄地方の南で発生し、アジア名「ファナピ（Fanapi）」と命名された。フィリピン大気地球物理天文局はこの台風について、フィリピン名「インダイ（Inday）」と命名している。台風は勢力を強めながら暴風域を伴い、ゆっくりと先島諸島へ接近。波照間空港で63.8 m/s、西表島南部で60.4m/sの最大瞬間風速を観測したほか、台風の直撃を受けた八重山地方では全世帯の約半分が停電した。その後台風は、非常に強い勢力で19日に台湾に上陸した後、台湾海峡を経て中国大陸に再上陸した。
この台風は台湾と華南地方を中心に大きな被害をもたらし、各地で強風による被害や大雨による浸水害が発生。合計で100人を超す犠牲者を出した。

### 台風12号（マラカス）
201012・13W

9月21日にマリアナ諸島付近で発生し、アジア名「マラカス（Malakas）」と命名された。台風は勢力を強めながら北上し、最盛期には中心気圧が945hPaまで低下した。小笠原諸島を暴風域に巻き込み、伊豆諸島にも接近したが、日本列島に上陸することはなく、そのまま去った。

### 台風13号（メーギー）
201013・15W・フアン
10月10日にグアムの東南東で発生した熱帯低気圧が発達して、13日にマリアナ諸島沖で台風に変わり、アジア名「メーギー（Megi）」と命名された。また、フィリピン大気地球物理天文局（PAGASA）により、フィリピン名「フアン（Juan）」と命名された。台風はその後発達しながら西へ進み、18日午前9時過ぎ（JST）には、フィリピンの東海上で中心気圧885 hPa・最大風速65 m/s・最大瞬間風速72 m/sの猛烈な勢力にまで達し、「スーパー台風」となった。なお、台風の中心気圧が900 hPaを下回ったのは、1991年の28号以来19年ぶりである。その後台風は、大型で猛烈な勢力を維持したままフィリピンのルソン島北東部に上陸。各地に被害をもたらした後、南シナ海を北上して、23日に中国福建省に再上陸し、後に華南で熱帯低気圧に変わった。同年に発生した中で最強の勢力となったのがこの台風であり、69人が死亡した。

### 台風14号（チャバ）
201014・16W・カトリング
10月25日にフィリピンの東の海上で発生し、アジア名「チャバ（Chaba）」と命名された。フィリピン大気地球物理天文局はこの台風について、フィリピン名「カトリング（Katring）」と命名している。台風は北上して、豪雨があった奄美大島に29日午前に接近したが、大きな被害は発生しなかった。30日には太平洋岸を進み、31日午前3時には温帯低気圧に変わったと気象庁が発表した。温帯低気圧は11月1日午後3時に消滅したが、低気圧が伴っていた前線は7日まで残った。

台風により強風が吹く様子（沖縄）

台風の接近に伴い、伊豆諸島や関東地方・東海地方の太平洋側では30日の午後、暴風や大雨に襲われた。三宅島で44.9 m/s、静岡県御前崎市で33.0 m/s、千葉県銚子市で26.9m/sの最大瞬間風速をそれぞれ観測したほか、神津島で1時間に53.0mm、千葉県勝浦市で1時間に21.0mmの雨をそれぞれ観測した。
台風による大雨で、千葉県道247号浜波太港線の法面が崩れた。30日午前11時35分頃、神奈川県藤沢市片瀬海岸で杏林大学のライフセーバー部所属の4人が一時行方不明となり、後に救出された。うち1人が軽傷。南大東島では、16日から11月2日までの間、那覇港からの船舶が欠航することとなったほか、JR東海道線は東京駅と熱海駅の間で4時間運転を見合わせ、小田急電鉄の特急ロマンスカーは新宿-箱根湯本・片瀬江ノ島間で30日14時40分以降、運転見合わせとなった。空の便も、全日空の羽田-八丈島線など羽田空港を発着する16便、成田空港発の19便が欠航となった。
その他、この台風により多くのイベントが中止となった。明治神宮野球場で行われる予定だった東京六大学野球の早慶戦が順延したほか、国立代々木第一体育館で開かれていたバレーボール世界選手権の日本VSペルーの試合直後、雨漏りが電気系統に当たった事による漏電で停電が発生し、試合遅延が起きた。10月30日の東京競馬の開催は中止となり、11月1日に代替競馬が行われることとなった。なお、中央競馬における台風の開催中止は、2007年に台風4号の接近に伴う小倉競馬の開催中止が起きて以来、3年ぶりのことである。埼玉県飯能市で行われている樋口久子IDC大塚家具レディスの2日目は全面中止となったほか、10月30日と31日に開催予定であった小田急電鉄のファミリー鉄道展も中止となった。さらに、10月30日19時に平塚競技場で行われる予定だった、サッカー・J1第28節湘南ベルマーレ対大宮アルディージャ戦が中止になった。これによって、スポーツ振興くじtotoはこの試合に限りすべて的中扱いとなった。また中止とはならなかったものの、2010年の日本シリーズではこの台風により10月30日・10月31日のナゴヤドームでの試合が中止となった場合、第2戦と第3戦の間の移動日・休養日を設けないという臨時のルールが設定されていた（第1・2・5戦の地上波の全国テレビ中継がないことに配慮したもの）。

## 各台風名

PAGASAの熱帯低気圧監視エリア

フィリピン名は、熱帯低気圧がフィリピン大気地球物理天文局（PAGASA）の管轄エリアに入った際に命名されるものである。
| 台風         | アジア名 | アジア名 | アジア名       | アジア名     | アジア名                     | フィリピン名 | フィリピン名 |
| 台風         | 順番     | 名称     | 読み           | 命名国・地域 | 意味・由来                   | 名称         | 読み         |
| ------------ | -------- | -------- | -------------- | ------------ | ---------------------------- | ------------ | ------------ |
| 1号（1001）  | 97       | Omais    | オーマイス     | アメリカ     | 徘徊                         | Agaton       | アガトン     |
| 2号（1002）  | 98       | Conson   | コンソン       | ベトナム     | 歴史的な観光地の名前         | Basyang      | バズヤン     |
| 3号（1003）  | 99       | Chanthu  | チャンスー     | カンボジア   | 花の名前                     | Caloy        | カロイ       |
| 4号（1004）  | 100      | Dianmu   | ディアンムー   | 中国         | 雷の母                       | Ester        | エスター     |
| 5号（1005）  | 101      | Mindulle | ミンドゥル     | 北朝鮮       | タンポポ                     |              |              |
| 6号（1006）  | 102      | Lionrock | ライオンロック | 香港         | 山の名前                     | Florita      | フロリタ     |
| 7号（1007）  | 103      | Kompasu  | コンパス       | 日本         | コンパス座                   | Glenda       | グレンダ     |
| 8号（1008）  | 104      | Namtheun | ナムセーウン   | ラオス       | 川の名前                     |              |              |
| 9号（1009）  | 105      | Malou    | マーロウ       | マカオ       | メノウ                       | Henry        | ヘンリー     |
| 10号（1010） | 106      | Meranti  | ムーランティ   | マレーシア   | 木の名前                     |              |              |
| 11号（1011） | 107      | Fanapi   | ファナピ       | ミクロネシア | サンゴ礁を形成する小さな島々 | Inday        | インデイ     |
| 12号（1012） | 108      | Malakas  | マラカス       | フィリピン   | 強い                         |              |              |
| 13号（1013） | 109      | Megi     | メーギー       | 韓国         | ナマズ                       | Juan         | フアン       |
| 14号（1014） | 110      | Chaba    | チャバ         | タイ         | ハイビスカス                 | Katring      | カトリング   |

## 気象庁が「台風」に分類しなかった熱帯低気圧
| 熱帯低気圧番号 | 強さ (JTWC)         | 期間                | 最大速度 (JTWC) | 最低気圧 | 進路図 | 衛星画像 |
| -------------- | ------------------- | ------------------- | --------------- | -------- | ------ | -------- |
| 01W            | Tropical Depression | 1月18日 -1月19日    | 30kt            | 1000 hPa |        |          |
| 14W            | Tropical Depression | 10月5日 - 10月6日   | 30kt            | 1000 hPa |        |          |
| 17W            | Tropical Depression | 10月21日 - 10月23日 | 30kt            | 1000 hPa |        |          |